# Pimavansérine
La pimavansérine est une molécule en cours de développement comme médicament antipsychotique par voie orale.

## Mode d'action
Il s'agit d'un agoniste inverse spécifique  des récepteurs sérotoninergiques de type 5HT-2a, avec peu d'effet sur le 5HT-2c.

## Évaluations
Elle permet l'amélioration des symptômes psychotiques de la maladie de Parkinson, et des démences, sans effet secondaire notable au niveau moteur ou vigilance. 
Dans la schizophrénie, son action semble synergique avec la rispéridone mais pas avec l'halopéridol.